# Playa de Ondarreta
Het Playa de Ondarreta (Spaans) of Ondarretako hondartza (Baskisch) is het westelijkste van de twee stranden aan de baai La Concha in de Spaanse stad San Sebastian. Het andere strand aan die baai is het Playa de La Concha en verder heeft de stad nog een derde strand direct aan de Cantabrische Zee, het Playa de Zurriola. Playa de Ondarreta is een zandstrand van 600 meter lang met een gemiddelde breedte van 100 meter en een gemiddeld oppervlakte van 60.000 m2. Er zijn strandwachten, twaalf openbare douches en zes kranen of waterpunten. 
Het strand ligt in de stad zelf en wordt intensief gebruikt. De bezoekers van dit strand zijn over het algemeen jonger en informeler dan die van het Playa de La Concha, hoewel sinds de aanpassingen van het Playa de Zurriola in 1994 het surfende publiek naar dat strand is gegaan. Aan de boulevard langs het strand staat lage bebouwing, over het algemeen losstaande villa's met weinig verdiepingen, en is er een park met een beeld van koningin Maria Christina, die als eerste lid van de koninklijke familie haar zomers in San Sebastian doormaakte en zo van de stad de zomerresidentie van de Spaanse monarchie maakte. 